# 국민동지찬성회
국민동지찬성회(國民同志贊成會)는 대한제국 말기에 일진회의 한일 병합 청원에 지지 의사를 표명하고 지지 여론을 확산시키기 위해 조직된 단체이다. 국민찬성회동지회로도 불린다.

## 결성
1910년 1월 23일에 설립하고 발기회를 가졌다. 이 단체에는 비슷한 성격의 다른 단체에 비해 거물급 인사들이 많이 포함되고 조직 체계도 어느 정도 갖추어져 있었다. 고문 중에는 고관인 민영휘와 이지용, 실업인 이학재가 포함되었고, 회장은 정3품 전직 관료인 이범찬, 부회장은 서창보, 총무는 조덕하가 맡았다. 활동 경비는 일진회가 부담한 것으로 알려졌다. 일진회 간부들과는 따로 회동을 갖는 등 밀접한 관계를 유지했다.

## 활동
발기 직후부터 활발한 활동을 펼쳐 찬성원 망첩과 취지서를 발간하고 현식 대신들에게 망첩을 발송했다. 그러나 한일 병합 반대 여론에 부담을 느낀 대신들은 모두 이 망첩을 되돌려 보냈다. 본래 총재로 김종한이 추천되었으나 거듭 사양한 것도 이 때문이었다. 《황성신문》은 "대한국의 역당"인 일진회 도당이라며 이들의 활동을 비난하는 논설을 게재했고, 연이어 《대한민보》도 "신흉회(新凶會)"라 지칭하면서 국민동지찬성회를 맹비난했다.
회원 수는 결성 초기를 기준으로 100명이 채 되지 않았으나 입회자들에게 400~500명 선이라고 과장 선전하여 들통이 난 바 있다. 이 단체와 아무 관계가 없는 사람이 이름을 도용당했다는 주장이 제기되기도 했다. 국민찬성동지회는 1910년 2월 5일과 2월 6일 조속한 "정합방"을 간곡히 바란다는 청원서를 각각 대한제국과 일본 제국의 내각에 보냈다.
국민찬성동지회는 병합 찬성 여론몰이를 위해 토론회도 개최했는데, 이 자리에서 "부모도 임금도 없는 한 마리 개돼지"라는 말을 들었을 만큼 반감을 많이 샀다. 검계단이라는 단체가 부회장 서창보의 죄상을 적은 글을 사무소 문 앞에 걸어놓고 사라지기도 했다. 그러나 이들은 굴하지 않고 3월 12일에 또다시 내각과 통감부에 장서를 보내 한일 병합을 촉구하는 등 활동을 계속했다. 한일 병합 조약이 체결된 뒤 일진회와 같은 날인 9월 12일에 해산되었다.

## 참고자료
- 친일인명사전편찬위원회 (2004년 12월 27일). 《일제협력단체사전 - 국내 중앙편》. 서울: 민족문제연구소. 88~92쪽쪽. ISBN 8995330724.